# Église de la Sainte-Trinité d'Helsinki
Pour les articles homonymes, voir Église de la Sainte-Trinité.
L'église de la Sainte-Trinité (en finnois : Pyhän Kolminaisuuden kirkko) est située le long de la rue Unioninkatu dans le quartier de Kruununhaka à Helsinki.

## Historique
Conçue par Carl Ludvig Engel et construite par  Jegor Uschakoff, elle est terminée en 1826 et baptisée en 1827. C'est une église de culte Orthodoxe de la Paroisse orthodoxe d'Helsinki.

## Description
L'église organise quotidiennement des vêpres en Finnois et les fins de semaine des vigiles et des Liturgies en Slavon liturgique.